# De inventione
De Inventione (Om Inventio) är en av de äldst, bevarade skrifterna från den romerska antiken och skrevs av författaren och senatorn Marcus Tullius Cicero (106 f.Kr. - 43 f.Kr.) när han var i 20-årsåldern. De Inventione var ursprungligen en avhandling om retorik på fyra böcker; emellertid har bok tre och fyra gått förlorade varav kunskapen som går att tillgå om Ciceros verk är baserat på de två första böckerna. Avhandlingen anses vara en av de mest betydelsefulla läroböckerna i västerländsk undervisning – detta till trots att Cicero senare i sitt liv uttryckte missnöje över verket, något som gav upphov till den efterföljande skriften De Oratore.

## Kontext
De Inventione inleds med att Cicero betonar vikten av att en god talare ska besitta visdom och vältalighet, då dessa två komponenter är sammanvävda inom retoriken och nödvändiga för att en talare ska uppfattas som dygdig. En retor var alltså tvungen till att inte bara besitta kunskap om ämnet som dryftades utan även ha ett oklanderligt språkbruk. Trots att hela Ciceros verk kretsar kring begreppet inventio är det först i bok II som han faktiskt återkommer till dessa två egenskaper.
Avhandlingen De Inventione uppkom i ett försök från Ciceros sida att anpassa den grekiska retoriken efter det romerska samhället. Att Ciceros verk, tillsammans med den kända skriften Ad Herennium, idag tillhör bland de viktigaste läroböckerna inom ämnet retorik är för att de på ett mycket omfattande vis beskriver retorikens viktigaste delar, men också ger en inblick i hur retorikens såg ut runt inledningen av vår tideräkning.

## Bok I
Den första boken i verket behandlar mer eller mindre de övergripande delarna inom retoriken. Huvudsakligen presenteras partesläran och dess beståndsdelar som är listade nedan. Cicero beskriver de olika delarna likvärdigt, med undantag för inventio som fått ett mer omfattande fokus, och konkretiserar dess praktiska funktioner med exempel. Inventio återkommer Cicero till regelbundet, och vad som framstår av avhandlingens titel var detta den del han fann mest betydelsefull.
Parteslärans delar:
- Inventio
- Dispositio
- Elocutio
- Memoria
- Actio

Cicero redogör i bok I även för de tre olika typer av tal som förekom under antiken:
- Panegyriska tal – avser beröm/klander
- Politiska tal – avser råda/avråda
- Juridiska tal – avser att anklaga/försvara någon eller att göra anspråk på något

Andra retoriska delar som presenteras i bok I är dispositionsmodellen för ett tal samt pistismodellens (ethos, logos, pathos) betydelse för partesläran. Betydelsen av de olika pistisdelarna framkommer tydligare när Cicero bland annat avslutar den första boken med att betona nyttan av pathos och lyfter fram att det är viktigt att ha inverkan på juryn. Att detta bör ske i slutfasen av ett tal motiverar han med citatet:
```
 ”Nothing dries more quickly than tears” (Cicero: De Inventione, I. 105)

```

## Bok II
Den andra boken i Ciceros avhandling erbjuder en djupare genomgång av begreppet inventio. Cicero lägger även ett stort fokus på confirmatio samt refutatio som kännetecknar argument och motargument. Dessa är brukliga att inkludera i ett tals standarddisposition och Cicero menade på att det är viktigt att hitta både för- och motargument oavsett vad vi talar om. En retor som nyttjar confirmatio och refutatio är den skickligaste typen av talare. I sina exempel utgår Cicero ofta från rättegångstal (det vill säga juridiska tal), eftersom det var främst inom juridiken som retoriken var ett viktigt verktyg, och att confirmatio och refutatio var ett praktiskt hjälpmedel att dra nytta av för att öka retorns möjlighet till att förutspå sina motståndares argumentation.

## Fotnoter
1. ↑  Murphy, James J. - Katula, Richard A. - Hoppmann, Michael (2014). ”The Rhetorical Theory of the Mature Cicero, With Synopses of His Major Rhetorical Works” i A Synoptic History of Classical Rhetoric (4 uppl.). New York: Routledge. s. 122. ISBN 9780415532419
2. 1 2  Murphy, James J. - Katula, Richard A. - Hoppmann, Michael (2014). ”The Rhetorical Theory of the Mature Cicero, With Synopses of His Major Rhetorical Works” i A Synoptic History of Classical Rhetoric (4 uppl.). New York: Routledge. s. 125. ISBN 9780415532419
3. 1 2  Herrick, James A. (2013). The history and theory of rhetoric : an introduction (5 uppl.). Pearson s. 94. ISBN 9780205078585
4. 1 2 3 4  Watson, Walter. (2001). "Invention" i Thomas O. Sloane's Encyclopedia of rhetoric. Oxford University Press s. 390-391. ISBN 0195125959
5. 1 2  Watson, Walter. (2001). "Invention" i Thomas O. Sloane's Encyclopedia of rhetoric. Oxford University Press s. 389-390. ISBN 0195125959
6. 1 2 3  Murphy, James J. - Katula, Richard A. - Hoppmann, Michael (2014). ”The Rhetorical Theory of the Mature Cicero, With Synopses of His Major Rhetorical Works” i A Synoptic History of Classical Rhetoric (4 uppl.). New York: Routledge. s. 126-129. ISBN 9780415532419
7. ↑  Herrick, James A. (2013). The history and theory of rhetoric : an introduction (5 uppl.). Pearson s. 95-96. ISBN 9780205078585
8. 1 2  Murphy, James J. - Katula, Richard A. - Hoppmann, Michael (2014). ”The Rhetorical Theory of the Mature Cicero, With Synopses of His Major Rhetorical Works” i A Synoptic History of Classical Rhetoric (4 uppl.). New York: Routledge. s. 129. ISBN 9780415532419